# Synsphyronus hadronennus
Espèce
Synsphyronus hadronennus est une espèce de pseudoscorpions de la famille des Garypidae.

## Distribution
Cette espèce est endémique du Territoire du Nord en Australie. Elle se rencontre vers la South Alligator River.

## Description
Les mâles mesurent de 2,6 à 2,9 mm et les femelles de 3,3 à 3,6 mm.

## Publication originale
- Harvey, 1987 : A revision of the genus Synsphyronus Chamberlin (Garypidae: Pseudoscorpionida: Arachnida). Australian Journal of Zoology, Supplementary Series, no 126, p. 1-99.